# أي.أون

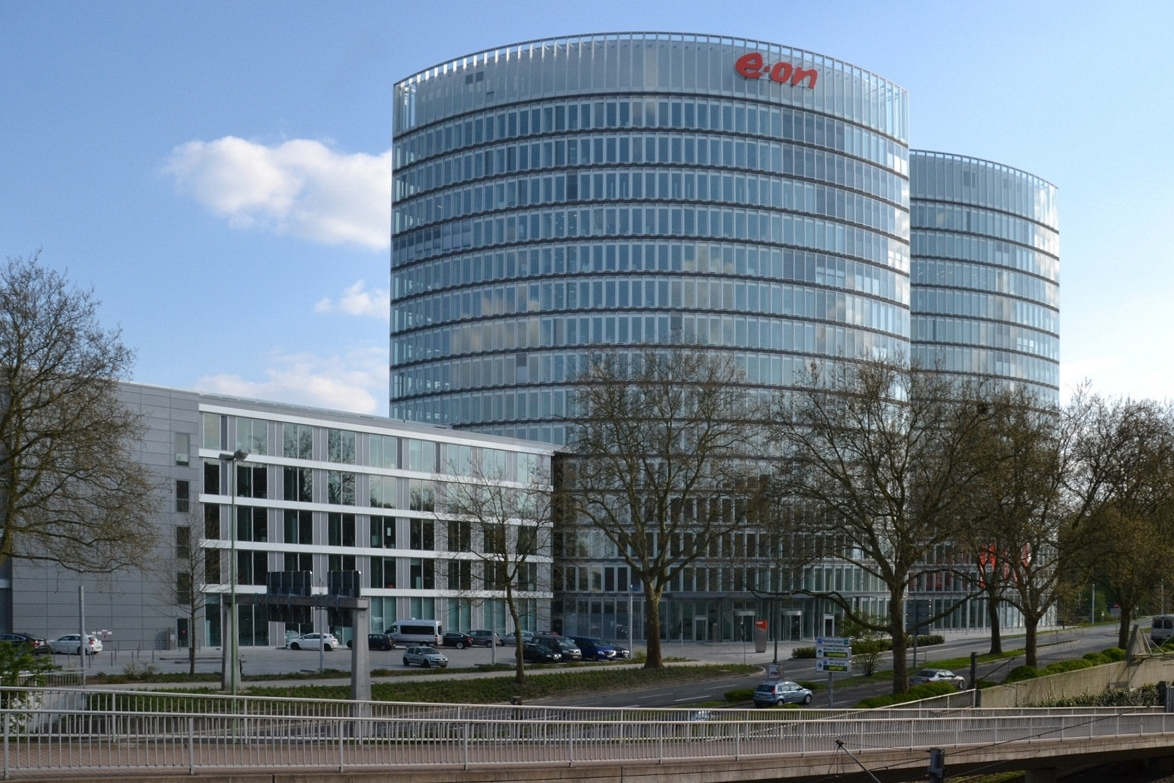
مقر شركة أي. أون في مدينة أيسن

إي. أون، شركة مرافق كهربائية أوروبية مقرها إيسن، ألمانيا. تدير واحدة من أكبر مزودي خدمات المرافق الكهربائية المملوكة للمستثمرين في العالم. الاسم مستشق من الكلمة اليونانية aeon والتي تعني العمر. الشركة من مكونات مؤشر سوق الأسهم إيرو ستوك 50، مؤشر الأسهم داكس وعضو في مؤشر دو جونز جلوبال تيتانس 50.
تدير الشركة فروع في أكثر من 30 دولة ولديها أكثر من 33 مليون عميل. يشغل يوهانس تيسين منصب الرئيس التنفيذي للشركة.
تم تأسيس الشركة في عام 2000 من خلال دمج شركتي فيبا وفياج. في عام 2016، فصلت عملياتها التقليدية لتوليد وتجارة الطاقة من الشركة الأم وأسست شركة جديدة باسم يونيبر، مع احتفاظ الشركة الأم بدورها في عمليات البيع بالتجزئة، توزيع الطاقة والعمليات النووية. عرضت شركة إي. أون أسهم شركة يونيبر في سوق الأوراق المالية واشترتهم شركة المرافق الفنلندية فورتوم.
في مارس 2018، أعلنت مجموعة إي. أون استحواذها على مرفق الطاقة المتجددو إنوجي من خلال صفقة مبادلة أصول معقدة بقيمة 43 مليار دولار بين شركة إي. أون وإنوجي وأر دبليو إي. تمت الموافقة على الصفقة من قبل سلطات مكافحة الاحتكار في الاتحاد الأوروبي في سبتمبر 2019.
في عام 2019، أصبحت مجموعة إي. أون أولى شركات الطاقة البريطانية «الست الكبرى» التي تحول جميع عملاء الكهرباء البريطانيين بالكامل إلى الطاقة المتجددة.

## التاريخ
تأسست شركة إي. أون في عام 2000 بعد دمج شركتي الطاقة فيبا وفياج (مؤسسة المملكة الصناعية). في يناير 2002، في المملكة المتحدة، استحوذت مجموعة إي. أون على شركة باور جن. في عام 2003، دخلت مجموعة إي. أون سوق الغاز من خلال استحواذها على روهرجاز بصفقة بلغت 10.3 مليار يورو، تمتلك الشركة الآن فروع في أكثر من 20 دولة في أوروبا.
استحوذت إي. أون على شركتي سيدكرافت في السويد، أو جي كيه-4 في روسيا، تم تغيير اسم سيدكرافت، وباورجن وجي كيه-4 إلى إي. أون سيفرجي، إي. أون المملكة المتحدة، إي. أون روسيا بالترتيب. في الولايات المتحدة، دخلت مجموعة إي. أون مدينة لويزفيل، كنتاكي في قطاعي الغاز والكهرباء بعد استحواذها على مجموعة باورجن وتسميتها إي. أون الولايات المتحدة. استمرت المجموعة في الولايات حتى عام 2010، عندما تم بيع إي. أون الولايات المتحدة لشركة بي بي ال في بنسلفانيا مقابل 7.625 مليار دولار. في 1 نوفمبر 2010، تم الإعلان عن إنهاء الصفقة وتغيير اسم الشركة إلى إل جي& إي وكيه يو للطاقة.
في عام 2006، حاولت شركة إي. أون الاستحواذ على شركة إنديسا، لكن سبقتا شركة إنيل الإيطالية بالتعاون مع شركة أكسيونا الإسبانية. استحوذت إي. أون على أسهم بقيمة 10 مليار دولار من شركة إنيل بموجب أحكام المنافسة الأوروبية.
في يوليو 2009، فرضت المفوضية الأوروبية غرامة على شركتي جي دي إف سويز وإي. أون مقابل 553 مليون يورو بسبب الترتيبات الخاصة بخط أنابيب ميغال. تعتبر تلك الغرامة، ثاني أكبر غرامة فرضتها المفوضية الأوروبية والأولى في قطاع الطاقة. في عام 1975، أعلنت شركتي روهرجاز وجاز دو فرنسا عن صفقة اتفقا بموجبها على عدم بيع الغاز في السوق المحلية لبعضهما البعض. تم التخلي عن الصفقة في عام 2005.
في عام 2009، أعلنت مجموعة إي. أون وأر دبليو إي مشروع مشترك مملوكا بشكل متساو لهورايزون للطاقة النووية لتطوير ما يقرب من 6,000 ميجاوات من الطاقة النووية الجديدة في المملكة المتحدة بحلول عام 2025 في موقعي واليفا وأولدبري. على الرغم، في مارس 2012، أعلنت مجموعة إي. أون وأر دبليو إي عن انسحابهما من المشروع بسبب الظروف المالية الصعبة.
في أغسطس 2011، أعلنت الشركة عن خسارة 10,000 من موظفيها البالغ عددهم 85,600 موظف بسبب القرار الألماني بإغلاق جميع محطات الطاقة النووية في البلاد بحلول عام 2022، بدلا من عام 2036 كما قرر البوندستاغ في 28 أكتوبر 2010.
في مايو 2014، أمرت هيئة تنظيم قطاع الطاقة في المملكة المتحدة مكتب أسواق الغاز والكهرباء، شركة أي. أون بدفع 330,000 غرامة لها بسبب ممارسات البيع السيئة التي انخرطت فيها الشركة في الفترة ما بين يونيو 2010 وديسمبر 2013. اعتبرت تلك الغرامة في ذلك الوقت ضد موردي الطاقة في المملكة المتحدة.
في نوفمبر 2014، أعلنت شركة إي. أون أنها ستمتنع عن استخدام الطاقة الأحفورية في المستقبل، حيث ستقوم بتحويل عمليات الشركة في ذلك المجال إلى شركة يونيبر مع حلول 1 يناير 2016. باعت إي. أون حصة 53% من أعمالها في شركة يونيبر من خلال إدراجها في بورصة فرانكفورت للأوراق المالية في سبتمبر 2016. في 2017، وافقت على بيع حصتها المتبقية لشركة الطاقة الفنلندية فورتوم. تم الإعلان عن الانتهاء من الصفقة في يونيو 2018.
في يوليو 2018، أعلنت إي. أون عن تسريح 500 عامل في المملكة المتحدة. بررت الشركة ذلك بانخفاض سعر الطاقة في السوق العالمي.
في نوفمبر 2020، أعلنت إي. أون أنه سيتم تسريح 700 عامل في العامين المقبلين (مع حلول 2022) مع اتجاه العملاء إلى الطاقة المتجددة.

### مجلس الإدارة
يشغل يوهانس تايسن منصب الرئيس التنفيذي بينما يشغل ويرنر وينينج منصب رئيس مجلس الإشراف.

## مقايضة الأصول مع أر دبليو إي
في مارس 2018، أعلنت إي. أون أنها ستستحوذ على مرفق الطاقة انوجي من شركة أر دبليو إي، أصبحت الشركة بعد ذلك شركة بيع بالتجزئة وتوزيع خالصة بعد إتمام صفقة تبادل أصول معقدة بقيمة 43 مليار يورو بين إي. أون وأنوجي وأر دبليو إي، حيث استحوذت إي. أون على أعمال التجزئة والتوزيع في شركة إنوجي، بينما استحوذت أر دبليو إي على كل محفظة إنوجي لتوليد الطاقة المتجددة. بالإضافة إلى ذلك، استحوذت أر دبليو إي على حصة 16.7% من شركة إي. أون مقابل 1.5 مليار يورو. تم الإعلان عن إنهاء الصفقة في سبتمبر 2019.

## البيانات المالية
| عام        | 2013    | 2014    | 2015    | 2016   | 2017   | 2018   | 2019   |
| ---------- | ------- | ------- | ------- | ------ | ------ | ------ | ------ |
| الإيرادات  | 124,214 | 113,053 | 117,614 | 39,175 | 38,958 | 30,253 | 41,484 |
| صافي الدخل | 2,503   | −2,955  | −6,378  | −2,165 | 4,180  | 3,524  | 1,808  |
| الأصول     | 130,725 | 125,690 | 113,693 | 63,699 | 55,950 | 54,324 | 98,566 |
| الموظفين   | 61,327  | 58,503  | 56,490  | 42,595 | 42,657 | 43,302 | 78,948 |

### معلومات القطاع الجغرافي
| الأرباح بالمليون يورو             | ألمانيا | المملكة المتحدة | السويد | أوروبا |
| --------------------------------- | ------- | --------------- | ------ | ------ |
| المبيعات الخارجية حسب موقع العميل | 13,224  | 7,702           | 2,209  | 6,667  |
| المبيعات الخارجية حسب موقع البائع | 13,653  | 7,740           | 2,203  | 6,208  |
| الأصول غير الملموسة               | 600     | 287             | 145    | 1,130  |
| الأصول الملموسة                   | -       | -               | -      | -      |
| الممتلكات والمصانع والمعدات       | 9,557   | 620             | 4,593  | 3,287  |

| الأرباح بالمليون يورو             | ألمانيا | المملكة المتحدة | السويد | أوروبا |
| --------------------------------- | ------- | --------------- | ------ | ------ |
| المبيعات الخارجية حسب موقع العميل | 20,198  | 10,068          | 2,176  | 8,758  |
| المبيعات الخارجية حسب موقع البائع | 19,281  | 10,713          | 2,138  | 9,057  |
| الأصول غير الملموسة               | 1,634   | 355             | 183    | 1,947  |
| الأصول الملموسة                   | 2,718   | 126             | 48     | 214    |
| الممتلكات والمصانع والمعدات       | 25,135  | 697             | 4,762  | 5,235  |

## العلميات
تعتبر شركة أي. أون واحدة من كبرى شركات المرافق العامة في أوروبا وأكبر مزود لخدمات الطاقة مملوكة للمستثمرين في العالم. نتيجة لعمليات الدمج، استحوذت إي. أون على شركتي فيبا وفاياج وروهرجاز في وسط وشرق أوروبا. تتواجد شركة إي. أون في معظم الدول الاسكندنافية.
يتم تنظيم إي. أون في مجالات الأعمال التالية:
- حلول العملاء.
- شبكات الطاقة.
- مصادر الطاقة المتجددة.

### الطاقة النووية
تدير شركة بريسون اليكترا التابعة لشركة إي. أون محطة بروكدورف للطاقة النووية، جروندي وإيسار 2. تمتلك أيضا المجموعة حصصا أقلية في إيسلاند وإن بي بي إس. وفقا لصفقة مقايضة الأصول بين إي. أون وأر دبليو إي ستحصل أر دبليو أي على حصص الأقلية.

### مشاريع طاقة الرياح
تعتبر إي. أون لاعب رئيسي في مجال توليد طاقة الرياح في العديد من البلاد. في أكتوبر 2019، تم بيع قسم الطاقة المتجددة إي سي& أر إلى شركة أر دبليو إي المنافسة. شملت عملية البيع، بيع أصول شركة إي سي& أر في المملكة المتحدة، السويد، ألمانيا، بولندا والولايات المتحدة. على وجة الخصوص، تمتلك إي. أون المملكة المتحدة حوالي 30% من مشروع لندن أراي، مزرعة لتوليد الرياح بقدرة 630 ميجاوات تصب في مصب نهر التايمز. امتلكت أيضا حصة في مزرعة روزكي، المزرعة الأكبر في العالم وقت اكتمالها، ولعدد من السنوات بعد ذلك.

### الوقود الحفري
يمتلك موقع إنرزيجا محطة توفانبيلي، محطة طاقة تعمل بالفحم في تركيا. تمتلك مجموعة إي. أون حصة فيها.

### إصدار السندات الخضراء
في أغسطس 2019، أصدرت مجموعة أي. أون سندات خضراء (ورقة مالية ذات فائدة ثابتة يتم استخدام عائداتها في تمويل مشاريع البنية التحتية المستدامة ومشاريع رفع كفاءة الطاقة) بقيمة 750 مليون يورو تستحق في عام 2024 وعام 2030 على التوالي. مكن ارتفاع الطلب من قبل المستثمرين المجموعة من الحصول على فائدة تتراوح ما بين 0 إلى 0.35%.

### خدمات الأعمال
إي. أون للتكنولوجيا الرقمية (عرفت في السابق باسم إي. أون لخدمات الأعمال حتى عام 2019، إي. أون لتكنولوجيا المعلومات) مزود خدمات تكنولوجيا المعلومات لشركة الطاقة إي. أون. تجمع الشركة خدمات الأعمال للتمويل والموارد البشرية بالإضافة إلى تكنولوجيا المعلومات، توظف الشركة ما يقرب من 3,800 شخص. توجد الشركة في أربع كيانات قانونية في ألمانيا، بالإضافة إلى كيانات قانونية في 10 بلاد أخرى وهم بلجيكا، هولندا، لوكسمبرج، جمهورية التشيك، المجر، إيطاليا، رومانيا، سلوفاكيا، السويد والمملكة المتحدة.

## الرعاية

### الرياضة
رعت إي. أون المملكة المتحدة كأس الاتحاد الإنجليزي لمدة أربع سنوات، في الفترة ما بين عام 2006 إلى نهاية موسم 2009/2010. بلغت قيمة الصفقة التي استمرت أربع سنوات والتي تضمنت كأس الاتحاد الإنجليزي لكرة القدم وكأس الشباب لكرة القدم حوالي 40 مليون جنيه إسترليني، تعتبر شركة إي. أون هي الشريك الرسمي للطاقة لدوري كرة القدم الإنجليزي وترعى مجموعة من البرامج المنزلية على القناة الخامسة في المملكة المتحدة. قامت المجموعة في السابق برعاية أي تي في للطقس ونادي إيبسويتش تاون لكرة القدم وكأس الرجبي.
في الفترة ما بين عام 2000 وعام 2006، كانت مجموعة إي. أون هي الراعي الرسمي لقميص فريق كرة القدم بوروسيا دورتموند في الدوري الألماني.
أما إي. أزم روهرجاز، فهي الراعي الرسمي لكأس العالم للعبة البياثلون أي بي يو، وهي الراعي الرسمي لكأس العالم للقفز على الجليد.
في الفترة ما بين عام 2003 وعام 2015، رعت إي. أون سفيرجي الساحة الرئيسية لفريق هوكي الجليد السويدي تيمرا أي كيه. وهي واحدة من الرعاة الرئيسيين لبطولة الدوري الهولندي لكرة القدم في موسم 2007- 2008 بي إس في أيندهوفن.

### الفنون
في الفترة ما بين عامي 1998 و 2014، أنفقت إي. أون والشركة السابقة لها فيبا أكثر من 30 مليون يورو (41 مليون دولار) لدعم متحف كنستبلاست.
في عام 2014، قررت إي. أون بيع اللوحة رقم 5 السيدة الأنيقة (رسمت عام 1951) لجاكسون بولوك، لوحة تمتلكها الشركة منذ عام 1980 في مزاد كريستيز لمواصلة تمويل متحف كنستبلاست. كان بولوك قد استبدل اللوحة في عام 1954 مع مالك معرض نيويورك مارثا جاكسون مع السيارة المكشوفة التي تعرض فيها لحادث مميت بعد عامين.
تعتبر إي. أون الراعي لمهرجان برين بار، مهرجان في بودابست، يقام سنويا حول المستقبل.

## المرافق
- معبر إلبي 1
- معبر إلبي 2
- جي كي كي
- كابلات بالتك

## وصلات خارجية
- الموقع الإلكتروني

- مورد الغاز والكهرباء- أي. أون.
- الصفحة الرسمية لشركة أي. أون- على اليوتيوب.
- الصفحة الرسمية لشركة أي. أون المملكة المتحدة- على اليوتيوب.
- شركة أي. أون، الطاقة لك ولمجتمعك.
- تصريح الرئيس التنفيذي لشركة أي. أون، يوهانس تيسين، عن مستقبل الطاقة.
- مزرعة طاقة مشتركة بين أي. أون وأر دبليو إي.